# Hasely Crawford
Hasely Joachim Crawford (San Fernando, 16 de agosto de 1950) é um ex-atleta e velocista de Trindade e Tobago, especialista em provas de velocidade.
Em 1976, tornou-se no primeiro campeão olímpico do seu país. Um estádio de Port of Spain foi rebatizado, em sua honra, no ano de 2001.
Com apenas 20 vinte anos de idade, participou nos Jogos da Commonwealth de 1970, onde obteve uma medalha de bronze nos 100 metros. Dois anos depois era seleccionado para representar o seu país nos Jogos Olímpicos de Munique onde, surpreendemente, se classificou para a final do hectómetro. Contudo, uma lesão impediu-o de concluir a prova, levando-o a adiar o seu sonho por quatro anos.
Em 1976, nos Jogos de Montreal, sagrou-se o primeiro campeão olímpico do seu país, ao fazer o tempo de 10,06s e logrando derrotar os favoritos Donald Quarrie e Valeriy Borzov.
Participou ainda nas Olimpíadas de 1980 e 1984, mas sem conseguir passar à final.

## Melhores marcas pessoais
| Prova      | Data                | Local                   | Tempo (segundos) |
| ---------- | ------------------- | ----------------------- | ---------------- |
| 100 metros | 24 de julho de 1976 | Montreal, Canadá        | 10.06            |
| 200 metros | 29 de junho de 1976 | Lappeenranta, Finlândia | 20.2             |